# Шарантији
Шарантији (фр. Charentilly) насеље је и општина у централној Француској у региону Центар (регион), у департману Ендр и Лоара која припада префектури Тур.
По подацима из 2004. године у општини је живело 1 029 становника, а густина насељености је износила 72,8 становника/km². Општина се простире на површини од 14,13 km². Налази се на средњој надморској висини од 90 метара (максималној 122 m, а минималној 73 m).

## Демографија
| 1962. | 1968. | 1975. | 1982. | 1990. | 1999. | 2011. |
| ----- | ----- | ----- | ----- | ----- | ----- | ----- |
| 449   | 443   | 509   | 641   | 855   | 987   | 1.098 |

График промене броја становника у току последњих година